# Енцефалопатія
Енцефалопатія (від дав.-гр. ἐγκέφαλος — головний мозок + πάθος — хвороба, страждання) — загальна назва дифузних незапальних уражень головного мозку з порушенням його функції.

## Визначення
Енцефалопатія є збірним поняттям і може бути як синдромом, що супроводжує інші захворювання (вторинна енцефалопатія), так і самостійною нозологічною одиницею (первинна енцефалопатія).
Незалежно від механізмів та етіологічних чинників результатом енцефалопатії є дистрофія та загибель нервових клітин, що клінічно проявляється порушеннями функції головного мозку. Особливості перебігу енцефалопатії різного генезу зумовлені швидкістю прогресування ураження, його поширеності та переважання ураження певних ділянок мозку (кори, білої речовини півкуль, підкіркових структур тощо).

## Етіологія
Деякі етіологічні чинники енцефалопатії:
- Мітохондріальна енцефалопатія (синдром MELAS). Вроджена метаболічна хвороба, спричинена дисфункцією мітохондріальної ДНК. Мутація генів мітохондріальної ДНК спричинює множинні ураження органів людини, а поліморфізм проявів залежить від кількості мутованих генів (станом на жовтень 2015 року ідентифіковано 9 генів, мутація яких проявляється зокрема ураженням головного мозку та нервової системи в цілому).
- Гліцинова енцефалопатія. Генетичний розлад метаболізму амінокислоти гліцину, що супроводжується її надмірним накопиченням. Це другий за поширеністю розлад амінокислотного метаболізму після фенілкетонурії.
- Печінкова енцефалопатія. Є одним з проявів синдрому печінкової недостатності при тяжких ураженнях печінки (зокрема в термінальній стадії цирозу печінки).
- Гіпоксична ішемічна енцефалопатія. Персистуюча або транзиторна енцефалопатія, спричинена кисневим голодуванням тканини мозку. Хронічна гіпоксична ішемічна енцефалопатія у переважній більшості випадків пов'язана з вираженим атеросклерозом церебральних судин (т. зв. атеросклеротична дисциркуляторна енцефалопатія).
- Неонатальна енцефалопатія. Форма енцефалопатії новонароджених, що є різновидом гіпоксичної енцефалопатії. Виникає через брак кисню в крові, що надходить до тканини головного мозку плоду у дородовому періоді або під час пологів.
- Уремічна енцефалопатія. Є одним з проявів ниркової недостатності. Виникає внаслідок високого рівня у крові ендогенних токсичних метаболітів, які зазвичай виводяться з сечею. Уремічна енцефалопатія виникає на термінальній (п'ятій) стадії хронічної хвороби нирок, може виникнути при гострій нирковій недостатності внаслідок первинного ураження нирок при гострому гломерулонефриті, токсичній або ішемічні нефропатії.
- Енцефалопатія Верніке. Ураження нервової системи, спричинене дефіцитом в раціоні тіаміну (вітаміну B1). У сучасних умовах найчастіше зустрічається в осіб, хворих на хронічний алкоголізм.
- Енцефалопатія Хашімото. Супроводжує хронічний аутоімунний тиреоїдит Хашимото і є наслідком надмірно високого вмісту в крові гормонів щитоподібної залози.
- Гіпертензивна енцефалопатія. Може виникати гостро при ускладненому гіпертензивному кризі, а може мати хронічний перебіг при тривалій неконтрольованій артеріальній гіпертензії. Одним з варіантів гіпертензивної енцефалопатії є прогресуюча судинна лейкоенцефалопатія.
- Хронічна постравматична енцефалопатія. Пов'язана з численними повторними черепномозковими травмами. Підвищений ризик цього виду енцефалопатії мають військові, спортсмени контактних видів змагань (регбісти, боксери, хокеїсти, гравці в американський футбол тощо).
- Токсична енцефалопатія. Будь-яка енцефалопатія, спричинена потраплянням до головного мозку хімічних речовин у токсичних концентраціях. Особливу небезпеку для головного мозку несуть ліпофільні жиророзчинні сполуки: вуглеводні та їх похідні, спирти та речовини, що порушують метаболізм нейротрансмітерів. До цього ж виду енцефалопатії відносяться ятрогенні медикаментозні ураження мозку.
- Токсично-метаболічна енцефалопатія. Загальна всеохоплююча дисфункція мозку, спричинена різноманітними причинами.
- Губчаста енцефалопатія. Сукупність захворювань, які спричинюють пріони і характеризуються специфічною патоморфологічною картиною: «губчастим» ураженням мозкової тканини (ніби «пронизаною дірками») з порушеннями руху та координації, а також 100 % летальністю. Включає зокрема коров'ячу губчасту енцефалопатію («коров'ячий сказ»), скрепі, куру, хворобу Кройцфельда — Якоба.
- Енцефалопатія при деяких кишкових інфекціях і отруєннях. При черевному тифі делірій («status typhosus») є одним з різновидів токсичного ураження ЦНС при інфекційному захворюванні. Існує також форма енцефалопатії, спричинена харчовим отруєнням (пов'язана з вживанням недоброякісного арахісу або зіпсованого м'яса), яка часто призводить до пошкодження мозку та порушень нервової системи.
- Енцефаломіопатія. Поєднання енцефалопатії та міопатії. Причинами можуть бути мітохондріальні захворювання (особливо синдром MELAS), хронічна гіпофосфатемія, цистомія.
- Радіаційна енцефалопатія. Виникає як наслідок променевого ураження при променевій хворобі.
- Гідроцефалічна енцефалопатія. Виникає при порушеннях циркуляції ліквора внаслідок аномалій розвитку або після деяких захворювань (як наслідок травм черепа, менінгоенцефалітів тощо).

Перелік не є вичерпним.

## Клінічні ознаки
Клінічні прояви енцефалопатії залежать від багатьох факторів: етіології ураження ЦНС, тяжкості порушень, поширення патологічного процесу на різні відділи мозку.

Ранніми ознаками енцефалопатії є зниження розумової працездатності, пам'яті (особливо на нещодавні події), утруднення при зміні видів діяльності, порушення циркадного ритму активності (сонливість вдень, безсоння вночі), підвищена загальна втомлюваність. Часто пацієнт скаржиться на дифузний головний біль, шум у вухах, загальну слабкість, нестійкість настрою, підвищену дратівливість.(рос.)

При неврологічному огляді можна виявити ністагм, зниження гостроти зору і слуху, підвищення м'язового тонусу та сухожилкових рефлексів, наявність патологічних пірамідних і оральних рефлексів, порушення координації, вегетативні розлади. Ці порушення можуть прогресувати в міру розвитку основного захворювання, яке супроводжує енцефалопатія. У таких випадках на пізніх стадіях виявляються чіткі неврологічні синдроми: паркінсонічний, псевдобульбарний. У частини хворих можуть спостерігатися розлади психіки.(рос.)

## Діагностика
У процесі діагностичного пошуку необхідно враховувати особливості перебігу енцефалопатії, вік пацієнта, дані анамнезу (в тому числі професійний) та наявність супутніх захворювань.
Рутинна лабораторна діагностика передбачає клінічні аналізи крові та сечі, біохімічний аналіз крові на визначення функцій печінки, нирок, наявність хронічних метаболічних порушень (цукровий діабет, атерогенні дисліпідемії). У деяких випадках для уточнення діагнозу може бути необхідна спинномозкова пункція з наступним дослідженням спинномозкової рідини.
Нейровізуалізаційні методи (КТ, МРТ) допомагають уточнити поширеність та ступінь ураження тканини головного мозку.
Генетичне обстеження може знадобитися при гіпер-аполіпопротеїнемії E, підозрі на аутосомно-домінантні мутації, CADASIL-синдром (синдром церебральної аутосомно-домінантної артеріопатії з субкортикальними інфарктами і лейкоенцефалопатією), хворобу Гантінгтона.
Ультразвукове дослідження (допплер-УЗД судин голови і шиї) буває корисним при атеросклеротичній дисциркуляторній енцефалопатії.
Електроенцефалографія (ЕЕГ) є об'єктивним методом дослідження електричної активності головного мозку, яка порушується при його ураженні.
Проте, не існує жодного лабораторного або інструментального методу діагностики, що замінив би досвідченого лікаря.

## Лікування
Деякі види енцефалопатії не мають надійних методів лікування і у 100 % випадків закінчуються летально. До таких відносяться усі види пріонових захворювань, спадкові мітохондріальні енцефалопатії.
Хвороби накопичення (фенілкетонурія, цистиноз) мають методики лікування, що дозволяють тривало підтримувати життєдіяльність хворих. У випадку фенілкетонурії це дотримання спеціального раціону, вільного від фенілаланіну, та застосування активаторів ферменту фенілаланінгідроксилази (сапроптерин). При цистинозі призначається цистеамін та цитрат натрію, мінеральні добавки до раціону з калієм та фосфатами.
Термінальна стадія хронічної хвороби нирок для підтримання життя хворого потребує регулярного гемодіалізу (не менше 4 годин на сеанс, не менше 3 разів на тиждень) або трансплантації донорської нирки.
При прогресуючій судинній лейкоенцефалопатії головним заходом профілактики подальшого прогресування ураження ЦНС є підтримання нормального рівня артеріального тиску (адекватна гіпотензивна терапія).
При атеросклеротичній ішемічній дисциркуляторній енцефалопатії лікування полягає у дотриманні раціонального харчування для зниження атерогенності ліпідів крові, нормалізації фізичної активності, застосуванні гіполіпідемічних препаратів (найефективнішими з них є статини), лікування інших суттєвих метаболічних розладів (цукрового діабету, гіперурікемії), застосування гіпотензивних препаратів (перевагу надавати амлодипіну і сартанам) тощо.
Лікування енцефалопатій токсичного генезу (зокрема алкогольного) передбачає обов'язкове повне усунення контакту хворого з токсичною речовиною, засоби детоксикаційної і патогенетичної терапії.
У випадку енцефалопатії як синдрому (вторинна енцефалопатія при інших захворюваннях) першочергові зусилля мають бути спрямовані на усунення першопричини ураження головного мозку.

## Прогноз
Прогноз залежить від етіології енцефалопатії, її ступеню тяжкості, схильності та можливості пацієнта дотримуватися лікарських призначень, в тому числі щодо способу життя, професійної діяльності і медикаментозного лікування.
Деякі енцефалопатії (пріонові, спадкові мітохондріальні) не залишають хворому жодних шансів на одужання, лікування здатне лише відтермінувати летальний кінець та дещо покращити якість життя хворих та осіб, що за ним доглядають.
При фенілкетонурії прогноз сприятливий за умови ретельного дотримання лікувального раціону.
Прогресуюча судинна лейкоенцефалопатія та атеросклеротична дисциркуляторна енцефалопатія зазвичай мають незворотній характер, але лікування здатне суттєво сповільнити перебіг захворювання.